# 芦屋市谷崎潤一郎記念館

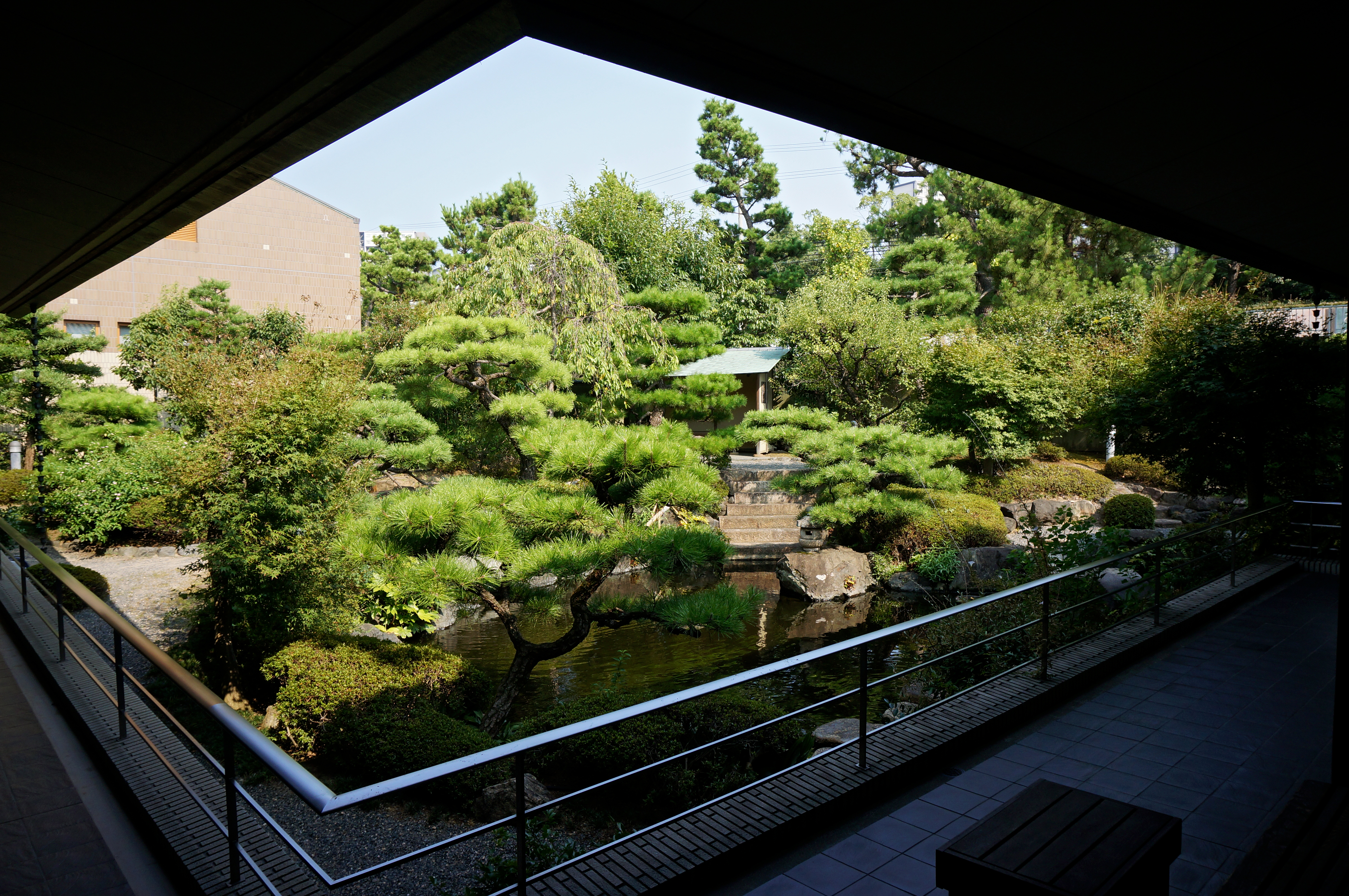
日本庭園

芦屋市谷崎潤一郎記念館（あしやしたにざきじゅんいちろうきねんかん）は、兵庫県芦屋市にある文学館。小説家谷崎潤一郎に関する資料の保存と公開、およびその業績の顕彰を目的に1988年に開館した。

## 概要
谷崎の好んだ数奇屋風の邸宅を模した記念館と庭園からなり、遺族から寄贈された谷崎愛用の机、硯、筆、美術品や、さまざまな資料を収蔵・展示している。
館内のホールでは、谷崎文学の朗読会や文学講座、講演会や演奏会など、谷崎に因むイベントが開催される。
玄関横に飾られている重さ15トンの巨石は神戸市東灘区岡本にあった旧谷崎邸の庭石である。阪神大水害のときに邸内に飛び込んできた石をそのまま庭石としていたものである。

## 施設概要
- 設計 - 富家建築事務所（代表・富家宏泰）
- 構造 - RC造、2階建
- 敷地面積 - 1,698m2
- 延床面積 - 591m2
- 日本庭園面積 - 300m2
- 開館年月日 - 1988年10月8日
- 所在地 - 〒659-0052　兵庫県芦屋市伊勢町12－15

## 交通
- 芦屋駅 (阪神)から徒歩15分

## 周辺情報
- 芦屋市立美術博物館（隣接）
- 芦屋市立図書館（隣接）
- 富田砕花旧居
- 俵美術館
- 虚子記念文学館
- 滴翠美術館
- ヨドコウ迎賓館
- エンバ中国近代美術館